# チャンジョ
チャンジョ （朝: 창조、1995年11月16日 - ）は、韓国出身の歌手、俳優である。韓国の男性アイドルグループTEEN TOPのメンバー。Beat Interactive所属。

## 来歴
2010年7月10日、TEEN TOPのメンバーとしてデビュー。
2022年1月10日、所属事務所であるTOP MEDIAとの専属契約が終了。ただし、今後もTEEN TOPのメンバーとしての活動は継続する。
2023年6月7日、Beat Interactiveと専属契約を結んだ。
2023年11月20日、入隊。

## 出演

### ドラマ
- スウェーデンランドリー（2014年 - 2015年、MBC every1）- ヨン・スチョル役
- 消えた兄（2017年、Naver TV）- コン・ジュンギ役
- クリミナル・マインド:KOREA（2017年、tvN）- チラシ配りのアルバイト役

### 映画
- マックガールズ（2015年）- カンホ役